# Kalpana (supercomputadora)
Kalpana fue una supercomputadora en el Centro de Investigación Ames de la NASA, operado por la División de Supercomputación Avanzada de la NASA (NAS), y nombrado en honor del astronauta Kalpana Chawla, quien murió en el desastre del Transbordador espacial Columbia y había trabajado como ingeniero en el Centro de Investigación Ames antes de unirse al programa del transbordador espacial. Fue construido a fines de 2003 y entó en servicio el 12 de mayo de 2004.
Kalpana fue la primera supercomputadora Linux de imagen de sistema única (SSI) del mundo, basada en la arquitectura SGI Altix 3000 y 512 procesadores Intel Itanium 2. Originalmente fue construido en un esfuerzo conjunto por el Laboratorio de Propulsión a Reacción de la NASA, el Centro de Investigación Ames (AMC) y el Centro de vuelo espacial Goddard para realizar análisis oceánicos de alta resolución con el modelo del Consorcio ECCO (Estimación de la circulación y el clima del océano). La supercomputadora "se usó para desarrollar modelos de simulación sustancialmente más capaces para evaluar mejor la evolución y el comportamiento del sistema climático de la Tierra", según el Administrador Adjunto Adjunto de la NASA para Ciencias de la Tierra, Ghassem Asrar en 2004.
Sirvió como uno de varios sistemas de banco de pruebas que la NASA compró para determinar con qué arquitectura proceder para nuevos proyectos de supercomputación y conducir a la compra y construcción de la supercomputadora Columbia, nombrada en honor a la tripulación STS-107 perdida en 2003. En julio de 2004, el sistema Kalpana se integró en el Columbia, como el primero de 20 nodos. 